# Nova Almeida Atualizada
A Nova Almeida Atualizada (NAA) (ou Almeida Revista e Atualizada, 3ª edição), é uma versão protestante da Bíblia Sagrada em português do Brasil, lançada oficial e integralmente em 2017 pela Sociedade Bíblica do Brasil (SBB), correspondendo à 3ª edição do texto da versão Almeida Revista e Atualizada (1ª edição em 1959 e 2ª edição em 1993).

## História
No final de 2012, a SBB se reuniu com representantes de várias igrejas evangélicas para consultá-los sobre a pertinência de uma nova revisão da Almeida Revista e Atualizada (1959 e 1993), com português antigo que já não comunica claramente com os leitores de hoje, mesmo os intelectuais. Nessa reunião, foram estabelecidas as bases e características da 3ª edição. 
Em 2013, a SBB constituiu uma Comissão de Revisão, formada por especialistas da própria sociedade. Evitou-se formar uma comissão com muitos nomes para não tornar o trabalho lento e burocrático, como ocorreu com a ARA. O trabalho da comissão foi iniciado em 4 de setembro de 2013.
Em 2016, a SBB lançou parcialmente a uma "nova edição" ou "terceira edição" da ARA, contendo apenas o Novo Testamento, Salmos e Provérbios.
Em 2017, foi lançada oficialmente a versão completa da 3ª edição da ARA, que recebeu o nome oficial de Nova Almeida Atualizada (NAA) para distingui-la das duas edições anteriores da ARA, pois a nova revisão foi mais profunda, a ponto de constituir-se em uma nova Versão.
Em 2018, foi lançada a Bíblia de Estudo NAA com notas e material extra de estudo traduzidos da ESV Study Bible (English Standard Version), de teologia reconhecidamente do novo calvinismo, mas não tão explícita como a Bíblia de Estudo de Genebra. É uma Bíblia de estudo com significante número de notas, com quase 45 mil anotações.
Em 2019, foi realizada uma breve edição no texto, que alterou a tradução de Romanos 16.1 (vide abaixo), retirando o termo diaconisa.

## Características da tradução

### 1. Base textual
A Nova Almeida Atualizada (NAA) tem como referência o texto português da versão Almeida Revista e Atualizada (1993), mas segue e traduz o texto hebraico da Bíblia Hebraica Stuttgartensia, consultando os manuscritos do Mar Morto, e o texto grego Nestle-Aland da 28ª edição.

### 2. Método
A NAA segue uma mescla de equivalência formal com dinâmica, priorizando a língua alvo (português). Conforme a SBB afirma: “formal ou literal sempre que possível; dinâmico sempre que necessário”.

### 3. Estilo
Trouxe mudanças profundas como: A segunda pessoa (“tu” e “vós”) foi mudada para “você” e “vocês”, a não ser em orações e nos Salmos; Uso da ordem direta do português (sujeito, verbo, etc) em vez da ordem hebraica/grega (verbo, sujeito, etc). Adota, sempre que possível,  frases mais curtas e substituição de termos que exijam consulta ao dicionário.
O texto resultante corresponde à norma padrão do português que é escrito no Brasil no início do século XXI.

### 4. Notas de tradução
Faz uso muito moderado ou limitado de notas explicando algum termo ou tradução. Por exemplo:
- Em Lucas 3.16, traz nota com a opção alternativa de tradução: "Ou em".

- Em Lucas 3.17, traz nota explicando a palavra "eira" usada na tradução: "Área usada para secar e limpar cereais".

## Traduções diferentes mais relevantes
Boa parte da tradução, mesmo quando faz uso de novas palavras, não altera o sentido do texto da Almeida Revista e Atualizada (ARA), mas há algumas traduções que se constituem em uma tradução totalmente nova corrigindo ou alterando a tradução da ARA (1993). Exemplos:

### Lucas 17.21
Corrigiu-se o problema de dizer que o "reino de Deus" estava dentro dos fariseus que se opunham a Cristo.
ARA: "Nem dirão: Ei-lo aqui! Ou: Lá está! Porque o reino de Deus está dentro de vós."
NAA: "Nem dirão: “Ele está aqui!” Ou: “Lá está ele!” Porque o Reino de Deus está entre vocês."

### Romanos 16.1*
Optou-se por traduzir inicialmente por "diaconisa", mas voltou atrás em edições recentes.
ARA: "Recomendo-vos a nossa irmã Febe, que está servindo à igreja de Cencreia"
NAA:* "Recomendo-lhes a nossa irmã Febe, diaconisa na igreja de Cencreia" (primeiras impressões)
NAA: "Recomendo-lhes a nossa irmã Febe, que está servindo na igreja de Cencreia" (impressões mais recentes)

### Gálatas 5.19–21
ARA: "Ora, as obras da carne são conhecidas e são: prostituição, impureza, lascívia, idolatria, feitiçarias, inimizades, porfias, ciúmes, iras, discórdias, dissensões, facções, invejas, bebedices, glutonarias e coisas semelhantes a estas, a respeito das quais eu vos declaro, como já, outrora, vos preveni, que não herdarão o reino de Deus os que tais coisas praticam."
NAA: "Ora, as obras da carne são conhecidas e são: imoralidade sexual, impureza, libertinagem, idolatria, feitiçarias, inimizades, rixas, ciúmes, iras, discórdias, divisões, facções, invejas, bebedeiras, orgias e coisas semelhantes a estas. Declaro a vocês, como antes já os preveni, que os que praticam tais coisas não herdarão o Reino de Deus."

### 1João 5.18
Fez-se mera opção alternativa de tradução do versículo que antes fazia referência à Aquele (i.e., Cristo)
ARA: "Sabemos que todo aquele que é nascido de Deus não vive em pecado; antes, Aquele que nasceu de Deus o guarda, e o Maligno não lhe toca."
NAA: "Sabemos que todo aquele que é nascido de Deus não vive em pecado, porque quem é nascido de Deus guarda a si mesmo, e o Maligno não pode tocar nele."

### Judas 5
Como a NAA usa como texto base a 28ª edição do Nestle-Aland , enquanto a ARA (1993) usa o texto da 26ª edição, isso se reflete no texto da tradução que traz a palavra Jesus em vez de Senhor. Nesse caso se trata de uma diferença de manuscrito base que levou a mudança na NAA.
ARA: "Quero, pois, lembrar-vos, embora já estejais cientes de tudo uma vez por todas, que o Senhor, tendo libertado um povo, tirando-o da terra do Egito, destruiu, depois, os que não creram;"
NAA: "Embora vocês já estejam cientes de tudo de uma vez por todas, quero lembrar-lhes que Jesus, tendo libertado um povo, tirando-o da terra do Egito, destruiu, depois, os que não creram."

### Apocalipse 1.3
Corrigiu-se o erro na tradução da ARA usando o plural quando o grego está no singular.
ARA: "Bem-aventurados aqueles que leem e aqueles que ouvem..."
NAA: "Bem-aventurado aquele que lê, e bem-aventurados aqueles que ouvem..."

## Traduções mais fáceis de entender
A principal diferença dessa versão é o uso de um vocabulário e gramática mais natural conforme o português falado hoje. Alguns exemplos:

### Jó 15.27
ARA: "porquanto cobriu o rosto com a sua gordura 
e criou enxúndia nas ilhargas"
NAA: "Porque cobriu o rosto com a sua gordura, que se acumulou também na cintura"

### Gálatas 5.19–21
ARA: "Ora, as obras da carne são conhecidas e são: prostituição, impureza, lascívia, idolatria, feitiçarias, inimizades, porfias, ciúmes, iras, discórdias, dissensões, facções, invejas, bebedices, glutonarias e coisas semelhantes a estas, a respeito das quais eu vos declaro, como já, outrora, vos preveni, que não herdarão o reino de Deus os que tais coisas praticam."
NAA: "Ora, as obras da carne são conhecidas e são: imoralidade sexual, impureza, libertinagem, idolatria, feitiçarias, inimizades, rixas, ciúmes, iras, discórdias, divisões, facções, invejas, bebedeiras, orgias e coisas semelhantes a estas. Declaro a vocês, como antes já os preveni, que os que praticam tais coisas não herdarão o Reino de Deus."

### 1João 2.16
ARA: "porque tudo que há no mundo, a concupiscência da carne, a concupiscência dos olhos e a soberba da vida, não procede do Pai, mas procede do mundo."
NAA: "Porque tudo o que há no mundo — os desejos da carne, os desejos dos olhos e a soberba da vida — não procede do Pai, mas procede do mundo."